# ラスール・ミルザエフ
ラスール・ミルザエフ（ロシア語: Расу́л Мирза́ев、英語: Rasul Mirzaev、1986年3月30日 - ）は、ロシアの総合格闘家。ダゲスタン共和国キズリャル出身。イーグルスMMA所属。

## 来歴
2007年にコンバットサンボ競技を始めるとみるみるうちに台頭。2010年、タシケントで開催された世界サンボ選手権では62kg級で金メダルを獲得した。その後、総合格闘技大会にも参加。2011年7月にはモスクワに遠征してきた日本人格闘技家、金原正徳をTKOで破ったことから日本でも名が知られるようになった。

## 事件
2011年8月、モスクワのクラブで口論から学生を殴打。学生は、倒れた際に頭部を強打して死亡したため、ミルザエフは殺人容疑で逮捕された。その後、2012年11月、ごく短い刑期の判決が出たため釈放。本来であれば、懲役15年程度の判決でもおかしくない事件であったため、ロシア国内では北カフカス地方の民族対立を背景にした判決だとして論争になった。

## 戦績

### 総合格闘技
| 総合格闘技 戦績 | 総合格闘技 戦績 | 総合格闘技 戦績 | 総合格闘技 戦績 | 総合格闘技 戦績 | 総合格闘技 戦績 | 総合格闘技 戦績 |
| --------------- | --------------- | --------------- | --------------- | --------------- | --------------- | --------------- |
| 23 試合         | (T)KO           | 一本            | 判定            | その他          | 引き分け        | 無効試合        |
| 19 勝           | 11              | 3               | 4               | 1               | 0               | 0               |
| 4 敗            | 3               | 0               | 1               | 0               | 0               | 0               |

| 勝敗 | 対戦相手                         | 試合結果                                         | 大会名                                                                              | 開催年月日     |
| ○    | ウマル・マゴメドフ               | 2R 2:08 TKO（パンチ）                            | Nashe Delo - Oliveira vs. Grozin                                                    | 2024年5月25日  |
| ×    | アブドゥル＝ラフマン・ダウダエフ | 1R 4:06 TKO（パンチ）                            | ACA 138 - Vagaev vs. Gadzhidaudov                                                   | 2022年3月26日  |
| ×    | アルマン・オスパノフ             | 1R 2:29 TKO                                      | ACA 105 - Almaty                                                                    | 2020年3月6日   |
| ×    | シャミール・シャフブラトフ       | 1R 3:57 KO（パンチ）                             | ACA 99 - Bagov vs. Khaliev                                                          | 2019年9月27日  |
| ○    | グレリストーン・サントス         | 2R 4:03 KO（パンチ）                             | ACB 90 - Moscow                                                                     | 2018年11月10日 |
| ×    | レヴァン・マカシュヴィリ         | 5分3R終了 判定3-0                                | EFN - Fight Nights Global 54                                                        | 2016年11月16日 |
| ○    | ディエゴ・ヌネス                 | 1R 1:45 TKO（パンチ）                            | EFN - Fight Nights Global 51                                                        | 2016年9月25日  |
| ○    | ディオジニス・ソウザ             | 1R 4:13 TKO（パンチ）                            | EFN 50 - Emelianenko vs. Maldonado                                                  | 2016年6月17日  |
| ○    | リゲ・テン                       | 1R 4:50 TKO（パンチ）                            | Sunkin International Fight Club - 2016 Oriental Summit International MMA Tournament | 2016年1月21日  |
| ○    | イリヤ・クルザノフ               | 5分3R終了 判定3-0                                | EFN - Fight Nights Moscow                                                           | 2015年12月11日 |
| ○    | ケビン・クルーム                 | 2R 3:16 TKO（パンチ）                            | EFN - Fight Nights Dagestan                                                         | 2015年9月25日  |
| ○    | ロニー・ゴメス                   | 1R 2:47 サブミッション（リアネイキッドチョーク） | Fight Nights - Sochi                                                                | 2015年7月31日  |
| ○    | セバスチャン・ロマノフスキ       | 3R 2:30 TKO（パンチ）                            | Fight Nights - Battle of Moscow 19                                                  | 2015年6月11日  |
| ○    | ジョゼ・エウジス・タバレス       | 1R 3:20 TKO（パンチ）                            | BOS - Battle of Stars 3                                                             | 2014年12月6日  |
| ○    | イェルジャン・エスタノフ         | 5分3R終了 判定3-0                                | Alash Pride - Warriors of the Steppe                                                | 2014年11月23日 |
| ○    | マゴメド＝エミン・ハズゲリエフ   | 1R N/A サブミッション（アームバー）              | N1 Pro - Nomad Pro MMA Cup 2014                                                     | 2014年10月5日  |
| ○    | ジェームス・サヴィル             | 5分3R終了 判定3-0                                | Dare Fight Sports - Rebels of MMA                                                   | 2013年10月12日 |
| ○    | イェルジャン・エスタノフ         | 5分3R終了 判定3-0                                | Alash Pride - Great Battle                                                          | 2013年3月30日  |
| ○    | 金原正徳                         | 1R 1:47 TKO（パンチ）                            | Fight Nights - Battle of Moscow 4                                                   | 2011年7月7日   |
| ○    | ローマン・キシェフ               | 1R 3:10 アームバー                               | United Glory - 2010-2011 World Series Finals                                        | 2011年5月28日  |
| ○    | エフゲニ・カヴィロフ             | 1R 1:02 KO（パンチ）                             | Fight Nights - Battle of Moscow 3                                                   | 2011年3月12日  |
| ○    | マラット・ペコフ                 | 5分3R終了 判定3-0                                | Fight Nights - Battle of Moscow 1                                                   | 2010年6月5日   |
| ○    | ダニル・ツリントヘ               | 不明                                             | Battle of Champions - Elista                                                        | 2009年10月2日  |

## 獲得タイトル
- 世界サンボ選手権 コンバットサンボ62kg級 優勝（2010年）
- Fight Nights 65kg級王座（2011年）

## 表彰
- コンバットサンボ スポーツマスター